# Plesiophrictus
Genre
Synonymes
- Ischnocolella Strand, 1907

Plesiophrictus est un genre d'araignées mygalomorphes de la famille des Theraphosidae.

## Distribution
Les espèces de ce genre se rencontrent en Asie du Sud et en Micronésie.

## Liste des espèces
Selon World Spider Catalog (version 15.0, 2014) :
- Plesiophrictus fabrei (Simon, 1892)
- Plesiophrictus linteatus (Simon, 1891)
- Plesiophrictus meghalayaensis Tikader, 1977
- Plesiophrictus millardi Pocock, 1899
- Plesiophrictus nilagiriensis Siliwal, Molur & Raven, 2007
- Plesiophrictus senffti (Strand, 1907)
- Plesiophrictus sericeus Pocock, 1900
- Plesiophrictus tenuipes Pocock, 1899

## Publication originale
- Pocock, 1899 : Diagnoses of some new Indian Arachnida. Journal of the Bombay Natural History Society, vol. 12, p. 744-753 (texte intégral).